# イクメンプロジェクト
イクメンプロジェクトは、厚生労働省雇用均等・児童家庭局が平成22年度より行っているプロジェクトである。「イクメン」は、子育てを楽しみ自分自身も成長する男性、または将来そのような人生を送ろうとしている男性のことを指す。平成22年度の改正育児・介護休業法の施行を機に、男性の育児参加の社会的気運を高めることを目的として発足した。スローガンは「育てる男が、家族を変える。社会が動く。」である。

## 沿革・概要
男性の約3割が育児休業をとりたいと考えている一方で、実際の取得率は2.63パーセント（平成23年度）※１に過ぎず、こうした状況を踏まえ、平成22年6月に策定された「新成長戦略」（平成22年6月18日閣議決定）において、男性の育児休業取得率に係る社会全体としての数値目標が平成32年までに13パーセントと具体的に掲げられた。
また、父親も子育てが出来る働き方の実現に向けて、「パパ・ママ育休プラス」制度の導入等を内容とする改正育児・介護休業法が成立し、平成22年6月に施行されることとなった。こうした状況を受けて、平成22年6月、男性の育児休業取得促進事業として、「イクメンプロジェクト」が発足。男性の育児休業の取得促進に向けた職場や地域における意識啓発、男性が育児をすることについての社会的気運の醸成を目的とした周知啓発活動を実施した。
平成23年度においては、地方自治体や民間企業等による男性の育児参加の社会的気運醸成のための自発的な取り組みにつながるような事業を実施し、広がりのある気運の醸成を目指している。
平成23年度、男性育児休業取得率が過去最高となる。
※1 平成23年度雇用均等基本調査
なお、日本において男性が育児をしなくなったのは、明治以降の近代化の中で行われた富国強兵策や家父長制が原因との指摘がある。幕末の頃、来日した外国人は、育児に参加する日本人男性の姿を書き残している。

## イクメンプロジェクト推進チーム
プロジェクトの方針や内容などを多角的に検討、さらには広報・推進するために、様々な分野で活躍する専門家で構成された推進チームを設置している。

## ホームページの主なコンテンツ
- イクメン宣言：子育てを楽しんでいる男性、または将来子育てを楽しみたいと思っている男性の決意や夢を「イクメン宣言」として登録
- イクメンサポーター宣言：個人と企業・団体の2種類のサポーター宣言がある。サポーター（個人）はイクメン本人でない妻や祖父母などを対象に、イクメンへの応援メッセージなどを登録。サポーター企業・団体はイクメンプロジェクトの趣旨に賛同する企業・団体が、イクメンプロジェクトやイクメンへの応援メッセージを登録
- 育児・育児休業体験談：育児や育児休業を取得した体験などを登録
- イクメンの星：イクメン宣言をした人が投稿した育児・育児休業体験談の中から、推進チームで選考し、「イクメンの星」としてサイト上で紹介

なお、平成24年5月25日時点での登録数は、イクメン登録で1559件、イクメンサポーター（個人）で403件、イクメンサポーターで（企業・団体）460件となっている

### 平成23年度から拡充されたホームページの主なコンテンツ
- イクメンサポーターの活動登録：イクメンサポーター企業・団体が、組織内で取り組んでいる活動（具体的には、働きながら安心して子育てができる職場環境の整備のための制度の導入や、利用をサポートしている事例）を登録
- イクメンプロジェクトチャンネル：各地で行われたイベントの様子や、関係者、有識者、著名人などからのメッセージが動画で見ることができる
- イクメン公式ソング『家族のわ』：イクメンプロジェクトの公式ソングとして、ホームページ上で試聴、ダウンロードすることができる http://ikumen-project.jp/song/index.html
- 公式ツイッター https://twitter.com/ikumen_project

ホームページのリニューアルと同時に、「イクキューイくん」というゆるキャラが登場。イクメンプロジェクト事務局 広報部のつぶやき担当で、和歌山ラーメンが大好物らしい。

## イクメン オブ ザ イヤー
厚生労働省の後援、イクメンプロジェクトの特別協力により、2011年に創設。育児を楽しみながら頑張った男性を表彰する。表彰イベントはイクメン オブ ザ イヤー 実行委員会が制定したイクメンの日（10月19日・2011年に日本記念日協会認定）に実施されている。2023年は「イクメン / 男性育休 オブザイヤー」に改名され実施された。

### 歴代受賞者
2011年（第1回）
中山秀征、つるの剛士、遠藤保仁
2012年（第2回）
- 芸能部門 - 杉浦太陽、佐々木健介、藤本敏史
- イクジイ芸能部門 - 西川きよし
- イクメン・イクジイ特別賞 - 野田佳彦

2013年（第3回）
- イクメンスポーツ部門 - 村田諒太
- イクメン芸能部門 - 品川庄司
- イクメン文化部門 - 市村正親
- イクジイ部門 - 尾木直樹

2014年（第4回）
- イクメン芸能部門 - 石田純一
- イクメン芸人部門 - タカアンドトシ
- イクジイスポーツ部門 - 東尾修
- イクメンキャラクター部門 - 香山ピエール（リカちゃんのパパ）

2015年（第5回）
- イクメンスポーツ部門 - 織田信成
- イクメン芸人部門 - ヒデ（ペナルティ）
- イクジイスポーツ部門 - 具志堅用高
- イクメン特別部門 - 鈴木英敬
- イクメンキャラクター部門 - ウルトラの父

2016年（第6回）
- イクメンスポーツ部門 - 井上康生、水谷隼
- イクメン芸能部門 - ユージ
- イクメンキャラクター部門 - ジョージ・ホワイト（ハローキティの父）

2017年（第7回）
- イクメン芸人部門 - 田中裕二（爆笑問題）
- イクメンスポーツ部門 - 山中慎介
- イクメン芸能部門 - マック鈴木
- イクメンキャラクター部門 - バカボンのパパ
- イクメン特別部門 - 群馬県、群馬県保育協議会

2018年（第8回）
- イクメン芸能部門 - りゅうちぇる
- イクメン俳優部門 - 中尾明慶
- イクメン芸人部門 - 古坂大魔王
- イクメンキャラクター部門 - Mr.インクレディブル
- イクメン一般選出部門 - 杉浦太陽
- イクメンファッション部門 - 中村獅童 (2代目)

2019年（第9回）
- イクメン芸人部門 - 山根良顕（アンガールズ）
- イクメンスポーツ部門 - 高橋由伸
- イクメン一般選出部門 - 杉浦太陽
- 知育メン部門 - 石田明（NON STYLE）
- イクメン動画クリエイター部門 - SEIKIN

2020年（第10回）
- イクメンものまね芸人部門 - 原口あきまさ
- イクメンスポーツ部門 - 山田章仁
- イクメン芸能部門 - 小林よしひさ
- イクメン落語家部門 - 林家三平 (2代目)
- イクメン動画クリエイター部門 - カジサック

2021年（第11回）
- イクメン芸能部門 - JOY、登坂淳一
- イクメンエンターテインメント部門 - EXILE MAKIDAI（EXILE）
- イクメン動画クリエイター部門 - ンダホ（フィッシャーズ）
- イクメンスポーツレジェンド部門 - アレックス・ラミレス

2022年（第12回）
- イクメンエンターテイメント部門 - 松本利夫（EXILE）
- イクメンスポーツレジェンド部門 - 魔裟斗、大久保嘉人
- イクメンアナウンサー部門 - 榎並大二郎、蓮見孝之

2023年（第13回）
- イクメンアスリート部門 - 本並健治
- イクメン動画クリエイター部門 - ンダホ（フィッシャーズ）
- 男性育休タレント部門 - 国山ハセン、ユージ
- 男性育休アナウンサー部門 - 榎並大二郎